# 赤松啓介
赤松 啓介（あかまつ けいすけ、1909年3月4日 - 2000年3月26日）は、日本の在野の民俗学者、郷土史家、社会運動家。本名は栗山一夫。

## 来歴・人物
兵庫県加西郡下里村（現加西市）出身。昭和初期に10代から独学で、行商をしながら都市とムラを行き来し民俗学的調査に取り組む。戦前非合法であった日本共産党に入党し、治安維持法違反で検挙され収監された経験を持つ。
戦後は神戸市史編集委員、神戸市埋蔵文化財調査嘱託などを務めた。
柳田國男などが性とやくざと天皇の民俗学を話題にしない事に反発し、階級闘争史観の視座とフィールドワークを中心とした研究手法で「非常民」の民俗学を研究発表した。関西を中心に活動し、ムラを維持するための公事でありムラの性的規範として夜這いに注目し、庶民の性生活を調査研究、それを体系化したことで知られる。

## 再評価・批評
日本民俗学が性信仰・性民俗・性生活分野の研究が手薄なのは、日本民俗学の確立者である柳田國男が個人的な倫理観から忌避したことからくるという批判があり、こうした言説は1980年代半ばから1990年代半ばに隆盛、赤松啓介はこのムーブメントにおいて、「戦前の反・柳田民俗学」の旗手としてして再発見された。なお、國學院大學の飯倉義之は、この時代の赤松民俗学の読まれ方は、赤松の資料や発言を表層的に「真実」として読み、引用し、「赤松さんだけがこれまで誰も知りえなかった〝真実〟を知っている」といった調子で盲目的に礼賛し、赤松民俗学の神話化に加担するというものであったと指摘し、「あえていえば過剰に評価された」と述べている。
1990年代から、長らく絶版だった著書が再刊され、大月隆寛らを中心に再評価されはじめた。
猪瀬直樹は赤松民俗学を、「柳田民俗学の批判というより補完作業として、また網野善彦の仕事などへ架橋するミッシングリンク（失われた環）」と評している。
飯倉義之は、「若くしてほぼ独学で民俗学に注目、調査研究を精力的に行いそれを理論化しようとした、稀有な在野の研究者」と赤松を高く評価しつつも、「赤松の根本的な姿勢も、フェミニズム、ジェンダー学からすれば大いに問題を孕んだもの」と述べ、「赤松は柳田民俗学を批判しつつ『性民俗』のありようを縦横無尽に語ったが、それはあくまで男性の性行動・性規範に拠る、つまりは『夜這いをする側』からのみ見た『性民俗』だといえる。」と評している。
上野千鶴子は、1980年代に赤松と対面した際に、女の方から男を評定する基準について聞いてみたところ、それは「もちもン」、ペニスであると言われ、どのような形状や硬さのペニスが良いペニスかを滔々と語られ辟易したと振り返り、「赤松さんもペニス神話の持ち主なのか……おっさんやなあ」と当時の感想を語っている。
また飯倉義之は、こうした赤松の物言いは、小谷野敦が『江戸幻想批判』（1999年）で批判した「『前近代にはおおらかで自律した性愛の自由があったが、近代の思想と制度の呪縛によりそれらが失われた』とする江戸幻想」と親和性が高く、赤松民俗学がそのような幻想の「証拠」として、都合よく利用された可能性が高いことに言及している。

## 著作
- 東洋古代史講話 白揚社 1936
- 民俗学 三笠書房 1938
- 東洋古代民族史 白揚社 1939
- 天皇制起源神話の研究 美知書林 1948
- 結婚と恋愛の歴史 三一書房 1950
- 一揆 兵庫県百姓騒擾史  庶民評論社 1956
- 神戸財界開拓者伝 太陽出版 1980
- 『非常民の民俗文化―生活民俗と差別昔話』（明石書店、1986　のちちくま学芸文庫 2006）ISBN 4480089993
- 非常民の民俗境界 村落社会の民俗と差別 明石書店 1988
- 戦国乱世の民俗誌 明石書店 1989
- 古代聚落の形成と発展過程 明石書店 1990
- 非常民の性民俗 明石書店 1991
- 村落共同体と性的規範 夜這い概論 言叢社 1993
- 女の歴史と民俗 明石書店 1993
- 民謡・猥歌の民俗学 明石書店 1994
- 夜這いの民俗学 明石書店 1994
- 夜這いの性愛論 明石書店 1994
- 百姓一揆 幕末維新の民衆史 明石書店 1995
- 宗教と性の民俗学 明石書店 1995
- 『差別の民俗学』（明石書店、1995　のちちくま学芸文庫 2005年）ISBN 4480088946
- 猥談 近代日本の下半身 赤松VS上野千鶴子 大月隆寛介錯 現代書館 1995
- 『夜這いの民俗学・夜這いの性愛論』（ちくま学芸文庫 2004）ISBN 4480088644

## 選集
岩田重則編、明石書店
- 赤松啓介民俗学選集 第1巻、1999年9月
- 赤松啓介民俗学選集 第2巻、1997年10月
- 赤松啓介民俗学選集 第3巻、1998年4月
- 赤松啓介民俗学選集 第4巻、2000年3月
- 赤松啓介民俗学選集 第5巻、2000年10月
- 赤松啓介民俗学選集 第6巻、2001年7月
- 赤松啓介民俗学選集 別巻、2004年3月

## 論文
- 国立情報学研究所収録論文 国立情報学研究所